# Hélène Tham
Hélène Gustafva Tham, född Murray 16 december 1843 i Sankt Nikolai församling, Stockholm, död 26 juli 1925 i Engelbrekts församling, Stockholm, var en svensk tonsättare och pianolärare. 

## Biografi
Hon växte upp i en musikalisk familj och var guddotter till Jenny Lind. Hon var från 1864 gift med industrimannen och riksdagsmannen Vollrath Tham. Hélène Tham var mor till Volrath och Percy Tham.

## Verk

### Körmusik
- Quartette i Dess-dur ("O Jesu kärleksrike") för blandad kör a cappella (1886)
- Än är vinterns djupa dvala i Dess-dur för blandad kör a cappella
- Nytt år (”Flyg ut, flyg ut”) i F-dur för manskör a cappella (även i version för manskvartett)

### Sånger för röst och piano
- Sånger för röst och piano – Till mina syskon (tryckt 1894)
  1. ”Hälsning” ("Med toner igen") i B-dur till text av Charlotte Murray
  2. ”Svanen” ("Hör du hur de böljor små") i G-dur till text av Uno Murray
  3. ”Från nya hemmet” i Ess-dur
  4. ”Erinran” i Ass-dur
  5. ”Fågeln” ("Säg mig du lilla fogel") i Ess-dur till text av Johan Ludvig Runeberg (1866)
  6. ”Ur Stens visor” (”Rätt så du lille”) i ciss-moll
  7. ”Med ett album” ("Då toner smyga") i D-dur
  8. ”Till min mor” i A-dur
  9. ”Till en vän” i g-moll
- Duette ("Stilla sjung din sång") i D-dur för 2 sopraner och piano (1859)
- Ur Davids 90de Psalm ("Lär oss betänka") i D-dur med biblisk text (1867)
- Vintervisa (”Vind och hvita vågor”) i D-dur till text av Zacharias Topelius (1870)
- Ljus i mörker ("På underbara vägar") i A-dur

### Sånger för röst och orgel
- I allt detta öfvervinna vi i G-dur (1894)
- Tre andliga sånger för en röst och orgel eller piano (tryckt 1894)
  1. Psalm 42:12: "Hvad beröfvar du dig” i D-dur
  2. Joh. 6:39: "Detta är min faders vilja” i Ess-dur
  3. Davids psalm 103:2: "Lofva Herren min själ” i Ass-dur

### Verk för violin och piano
- Romance i G-dur (1888)
- Vårmorgon i G-dur (1892)

### Verk för piano
- Sex pianofortestycken (tryckt 1883)
  1. Allegro agitato, b-moll
  2. Allegretto vivace, D-dur
  3. Allegro, F-dur
  4. Allegro assai, D-dur
  5. Allegro appassionata, a-moll
  6. Tempo di menuetto, g-moll
- Åtta pianostycken (1887)
  1. Allegro moderato, E-dur
  2. Allegro assai, g-moll
  3. Allegretto marcia, G-dur
  4. Allegro comodo, e-moll
  5. Andantino, G-dur
  6. Lento, g-moll
  7. Raskt, e-moll
  8. Andantino, D-dur